# 喀拉喀托：世界大爆炸之日
喀拉喀托：世界大爆炸之日（英語：Krakatoa: The Day the World Exploded）是一本由西蒙·溫徹斯特著作的書籍，於2003年出版。書本以1883年喀拉喀托火山爆發當作封面。

## 概要
溫徹斯特在書中紀錄他考察1883年喀拉喀托火山島爆發後的遺跡，以及描述火山爆發後引發一場巨大的海嘯，造成至少四萬人死亡。他認為強大的海波最遠可影響到法國，而噴發引起的劇烈聲響可以在澳大利亞和印度聽到。

## 反應
紐約時報評論家賈內特·馬斯林（Janet Maslin）稱此書為「奇妙的奧秘信息」（原文：a trove of wonderfully arcane information）。馬斯林提及作者能在單一事件裡集中許多領域，似乎他親身經歷許多地方；而標題與封面的壯觀場景，讓人一目了然這場災難。這本書後來成為紐約時報的暢銷書。

## 外部連結
- Krakatoa: The Day the World Exploded: August 27, 1883（页面存档备份，存于）; accessed 2013-10-31 （英文）
- Presentation by Winchester on Krakatoa, 2003-04-10 （页面存档备份，存于）, C-SPAN （英文）